# Piet Allegaert
Piet Allegaert é um ciclista profissional belga, nasceu a 20 de janeiro do 1995 no município belga de Moorslede, (Flandres). Actualmente corre para a equipa francês Cofidis, Solutions Crédits.

## Palmarés
- 2019
- Tour de Eurométropole

## Equipas
- Jonge Renners Roeselare (2010-2012)
- Avia-Crabbé (2013)
- EFC-Omega Pharma-Quick Step (2014)
  - EFC-Etixx (2015-2016)
- Trek-Segafredo (08.2016-12.2016)
- Sport Vlaanderen-Baloise[1] (2017-2019)
- Cofidis, Solutions Crédits[2] (2020-)